# Marxismo (relações internacionais)
As teorias marxistas e neo-marxistas das relações internacionais são paradigmas que rejeitam a visão realista/liberal do conflito ou da cooperação entre Estados, focalizando nos aspectos econômicos e materiais. Elas tentam revelar como a economia supera outras preocupações, o que permite a elevação da classe como foco do estudo.

## Teoria da dependência
Associada às teorias marxistas está a teoria da dependência, que argumenta que os países desenvolvidos em sua busca pelo poder penetram nos estados em desenvolvimento por meio de conselheiros políticos, missionários, especialistas e empresas multinacionais para integrá-los ao sistema capitalista a fim de se apropriar de recursos naturais e fomentar a dependência dos países em desenvolvimento nos países desenvolvidos.